# Passerelle de la Paix
Die Passerelle de la Paix überbrückt die Rhône zwischen Lyon und dem Vorort Caluire-et-Cuire in der französischen Region Auvergne-Rhône-Alpes.
Die Geh- und Radwegbrücke verbindet den Quai Charles de Gaulle vor dem Kongress- und Veranstaltungszentrum Cité Internationale und dem Parc de la Tête d’Or in Lyon mit dem gegenüberliegenden Stadtviertel St. Claire von Caluire-et-Cuire. 400 m flussaufwärts stehen dicht nebeneinander die Eisenbahnbrücke Saint-Clair und die Pont Raymond Poincaré; 1,3 km flussabwärts folgt die Pont Winston Churchill.
Die von Dietmar Feichtinger Architectes, Paris, und Schlaich Bergermann Partner, Stuttgart, entworfene stählerne Bogenbrücke ist 220 m lang und hat eine Stützweite von 160 m. Ihr mit einem leichten Holzbelag abgedeckter, flacher und 5 m breiter Fahrbahnträger bildet eine Verbindung auf Straßenniveau. Daneben gibt es eine 3 m breite abgetreppte Verbindung zwischen den Uferbereichen unmittelbar am Wasser, die auf auskragenden Konsolträgern an dem Bogen des Tragwerkes befestigt ist. Die beiden Verbindungen treffen sich in Brückenmitte auf einem zentralen, 8 m breiten und mit Bänken ausgestatteten Platz. 
Das Tragwerk der Brücke besteht hauptsächlich aus zwei dickwandigen, an den Ufern eingespannten Stahlrohrbögen, die mit dem Hohlkasten des Fahrbahnträgers zu einem räumlichen Fachwerk verbunden sind. Dabei bildet der Hauptbogen und der Hohlkasten eine vertikale Ebene, der zweite Bogen ist 4 m nach außen versetzt. 
Die Bauarbeiten für die Brücke begann im November 2011, im März 2014 wurde die Brücke eröffnet.
2017 wurde die Brücke mit dem Ingenieurpeis des Deutschen Stahlbaues ausgezeichnet.